# Campi di filtraggio russi per ucraini

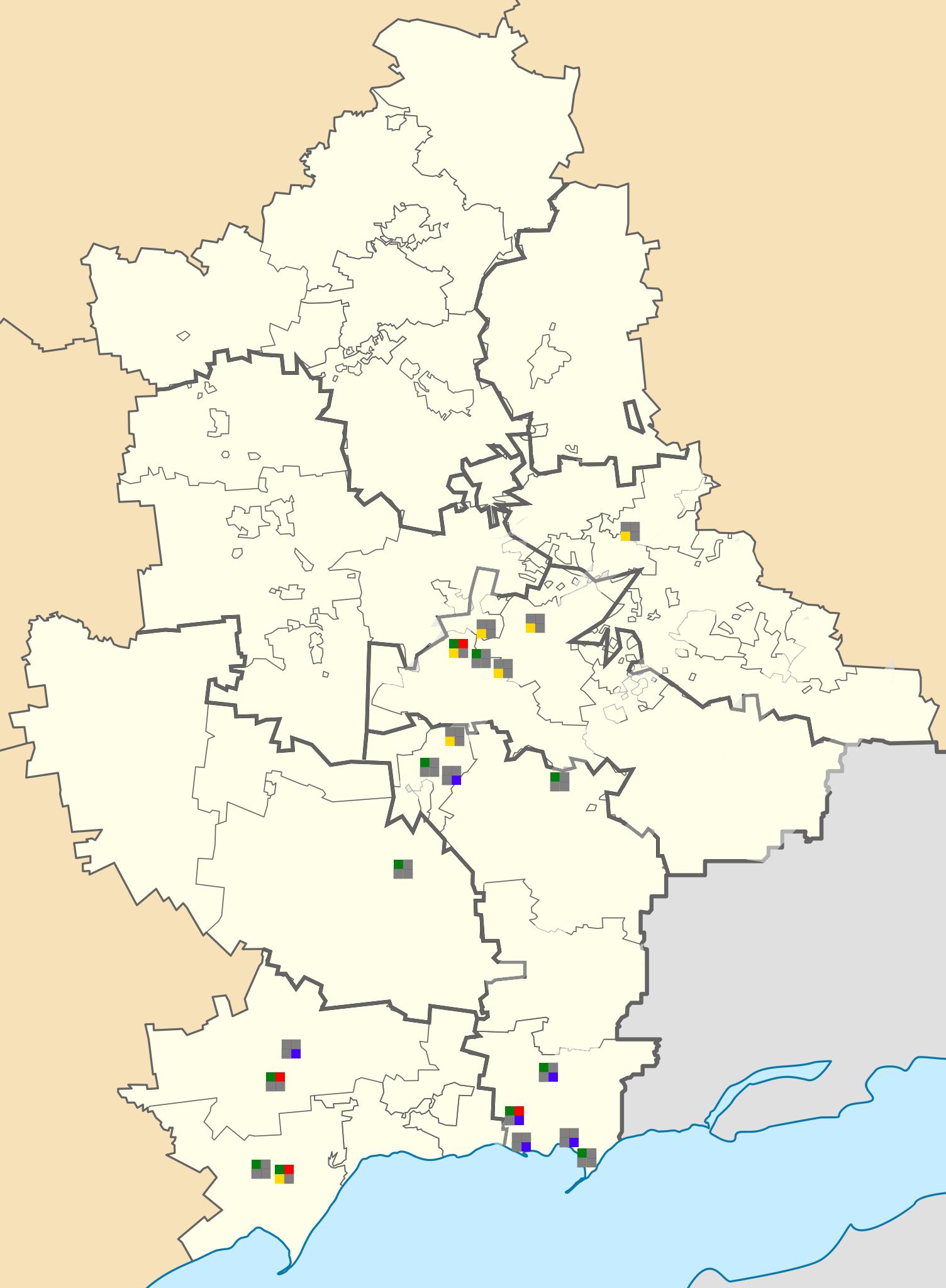
Mappa di 20 campi di filtraggio russi nell'oblast di Donetsk in Ucraina, dati secondo il Conflict Observatory e i ricercatori dell'Università di Yale. Codifica a colori dei tipi di campo: verde - registrazione; rosso - interrogatorio secondario; giallo: detenzione; blu: trattenimento

I campi di filtraggio, detti anche campi di concentramento, sono stati utilizzati dalle forze russe durante l'invasione russa dell'Ucraina nel 2022 per processare i cittadini ucraini delle regioni sotto occupazione russa prima di trasferirli in Russia. Simili pratiche sono state osservate anche dal 2014 in Donbass e Crimea.
Le persone interrogate nei campi di filtraggio hanno denunciato l'uso di percosse, torture con l'elettricità, stupri e uccisioni.
Il numero di cittadini ucraini trasferiti in Russia non può essere verificato in modo indipendente. Secondo il governo ucraino, circa 1,6 milioni di ucraini sono stati trasferiti con la forza in Russia, di cui circa 250.000 bambini. Il governo russo nega di voler trasferire con la forza gli ucraini in Russia

## Panoramica
Gli ucraini nelle zone occupate dalla Russia si ritrovano spesso incapaci di fuggire nel territorio controllato dalle forze ucraine, dovendo rimanere in aree in condizioni invivibili o fuggire in altre aree sotto il controllo russo o nella stessa Russia. Per entrare in Russia, molti ucraini sono costretti a sottoporsi a "filtraggio", un processo durante il quale vengono interrogati e vengono presi i loro dati biometrici. In attesa di tali procedure, gli ucraini vengono sistemati nei cosiddetti "campi di filtraggio", allestiti ad hoc in vari edifici pubblici. Dopo aver superato il "filtraggio", secondo quanto riferito, gli ucraini vengono spesso trasferiti con la forza nell'Estremo Oriente russo.

### Posizione dei campi di filtraggio
A giugno 2022 è stato attestato che la maggior parte dei campi di filtraggio si trovava in città e villaggi della Repubblica popolare di Doneck, quasi-stato fantoccio controllato dall'esercito di occupazione russo, dove i campi occupavano quelli che erano stati edifici pubblici come scuole, centri culturali, palazzetti dello sport.
In una dichiarazione del luglio 2022 all'OSCE, un diplomatico statunitense ha affermato che gli Stati Uniti avevano identificato almeno 18 campi di filtraggio allestiti dalla Russia sia in territorio ucraino che russo, talvolta allestiti ancora prima dell'inizio dell'invasione russa dell'Ucraina. I campi di filtraggio erano stati allestiti in territorio ucraino occupato dalla Russia da parte di funzionari russi che lavoravano a fianco di gruppi per procura, ha affermato il diplomatico statunitense. Il diplomatico statunitense ha affermato che i campi di filtraggio sono stati allestiti in quelle che erano state scuole, centri sportivi e istituzioni culturali. Un articolo pubblicato dal portavoce polacco del ministro coordinatore dei servizi speciali ha riportato l'ubicazione di sei di questi campi "dove ci sono camere di tortura russe usate contro gli ucraini".

### Ingresso e detenzione
Gli ucraini in fuga vengono trasferiti inconsapevolmente in campi di filtraggio, dopo che viene detto loro che sarebbero stati condotti in territorio controllato dal governo ucraino. Dopo essere arrivati nei campi di filtraggio, ai detenuti viene detto che non sono autorizzati a lasciare la città poiché in attesa di filtraggio. La detenzione nei campi di filtraggio dura da un paio di giorni a varie settimane.

### Condizioni di vita
Le condizioni di vita nei campi sono spesso squallide. I campi sono mal organizzati. I detenuti nei campi hanno detto che dovevano dormire per terra o sul cartone e che le razioni dei pasti erano scarse o del tutto assenti.

### "Filtraggio" e interrogatorio
Durante il filtraggio, i civili detenuti vengono fotografati, rilevate le impronte digitali, interrogati e il contenuto dei loro telefoni viene esaminato. Ai civili detenuti viene chiesto se conoscono qualcuno che presta servizio nell'esercito ucraino. Gli uomini vengono perquisiti per essere esaminati per eventuali tatuaggi nazionalisti ucraini. I detenuti hanno riferito di essere stati interrogati sulle loro opinioni politiche e su eventuali legami con il reggimento Azov.
Il filtraggio di solito termina in due modi: o al detenuto viene fornito un documento che certifica che ha superato la procedura, oppure viene trattenuto per ulteriori interrogatori. Anche dopo aver superato il "filtraggio", alcuni uomini vengono nuovamente interrogati durante il loro passaggio dal campo di filtraggio verso aree sotto il controllo russo.

### Violenze, torture e omicidi
Percosse, torture con l'elettricità e uccisioni sono state segnalate da persone interrogate nei campi di filtraggio.
Nel maggio 2022 sono apparsi sui social media video con civili ucraini che si scusavano con i soldati russi, con alcuni di loro che affermavano di aver subito un "corso di denazificazione". In un'intervista a Current Time TV, l'attivista per i diritti umani Pavel Lisjanskij ha affermato che tali "corsi" sono spesso accompagnati da violenza fisica, pressioni morali e umiliazioni, e li ha paragonati alla "rieducazione" degli uiguri da parte del governo cinese. Lisjanskij ha anche affermato di essere a conoscenza di tre o quattro casi in cui civili ucraini sono stati uccisi e i loro documenti distrutti dopo aver avuto un conflitto con il loro "tutore" russo.

### Liberazione e deportazioni forzate
Le persone che sono passate attraverso i campi di filtraggio hanno detto di essere state trasferite in varie città della Russia dopo il loro rilascio dai campi di filtraggio; molti sono stati trasferiti nell'Estremo Oriente russo.
L'intelligence ucraina ha affermato che ai cittadini ucraini rilasciati dai campi di filtraggio viene offerto lavoro nelle regioni economicamente depresse della Russia dai centri per l'impiego russi.
Michail Mizincev, capo del Centro di gestione della difesa nazionale della Russia, ha dichiarato l'8 maggio 2022 che 1.185.791 persone sono state trasferite in Russia.
Alcuni deportati, sequestrati nei territori occupati a partire dal 2014, dopo essere stati torturati sono stati sottoposti a processi farsa da tribunali russi.

#### Fuga dal filtraggio e dalla deportazione forzata
Gli ucraini fuggiti in Georgia hanno evitato le deportazioni forzate nelle città russe che, secondo quanto riferito, sono comuni dopo aver superato il "filtraggio". Alcuni ucraini che sono stati detenuti nei campi di filtraggio hanno affermato che informare i funzionari del campo di filtraggio di avere piani concreti per raggiungere direttamente una specifica città russa ha permesso loro di essere rilasciati e gli è stato detto di trovare la propria strada, consentendo loro così di fuggire in Georgia ed evitare trasferimenti forzati.
Alcune persone hanno riferito di essere fuggite dai campi di filtraggio a Novoazovsk o di post-filtraggio a Taganrog o Rostov sul Don per fuggire attraverso paesi vicini come la Georgia, piuttosto che essere deportati verso regioni remote della Russia.

## Storia
Il 15 marzo 2022, The Guardian ha riferito che i testimoni hanno affermato che le truppe russe hanno ordinato a donne e bambini di uscire da un rifugio antiaereo a Mariupol'. Un testimone ha detto che sono stati portati con la forza con altri due o trecento a Novoazovsk, dove hanno dovuto aspettare ore all'interno degli autobus finché non è stato loro ordinato di passare attraverso un gruppo di tende in quello che è stato definito un campo di filtraggio. Le immagini satellitari hanno mostrato un gruppo di tende a Bezimenne, vicino a Novoazovsk. I rappresentanti della Repubblica popolare di Doneck e della Repubblica popolare di Luhansk hanno affermato di aver allestito un "campo di 30 tende" con una capacità di 450 persone.
Il quotidiano governativo russo Rossijskaja Gazeta ha affermato che 5.000 ucraini sono stati processati nel campo di Bezimenne e che hanno eseguito controlli per impedire che "nazionalisti ucraini si infiltrino in Russia travestiti da rifugiati in modo da poter evitare la punizione". Una testimone ha detto di essere stata lungamente interrogata da uomini che dicevano di essere dell'FSB. È stata interrogata sul suo passato e ha descritto l'interrogatorio come "molto degradante". Il gruppo è stato poi trasferito a Rostov.

## Reazioni

### Ucraina
Funzionari ucraini hanno paragonato i campi di filtraggio ai campi di filtraggio russi in Cecenia .

### Russia
L'ambasciata russa negli Stati Uniti ha affermato che i campi di filtraggio sono "posti di blocco per i civili che lasciano la zona delle ostilità attive".

### Stati Uniti
L'ambasciatore degli Stati Uniti presso le Nazioni Unite Linda Thomas-Greenfield ha dichiarato: "Non ho bisogno di precisare cosa ricordano questi cosiddetti 'campi di filtraggio'. Fa rabbrividire, e non possiamo distogliere lo sguardo". Ha citato rapporti secondo cui agenti dell'FSB hanno confiscato passaporti, documenti d'identità e telefoni cellulari, nonché rapporti di famiglie ucraine separate. L'inviato degli Stati Uniti presso l'OSCE, Michail Carpenter, ha detto al consiglio permanente dell'organizzazione che, secondo rapporti credibili, i civili ucraini nei campi di filtraggio sono stati interrogati e coloro che erano sospettati di legami con media indipendenti o militari sono stati picchiati o torturati prima di essere trasferiti nella regione di Donetsk, "dove sarebbero scomparsi o assassinati".

### Organizzazioni non governative
Tanja Lokšina, direttrice di Human Rights Watch per l'Europa e l'Asia, ha dichiarato: "In base al diritto internazionale dei diritti umani, lo sfollamento o il trasferimento forzato non significa necessariamente che le persone siano state costrette a salire su un veicolo sotto la minaccia delle armi, ma piuttosto che si sono trovate in una situazione che non ha lasciato loro scelta". Ha sottolineato che la Convenzione di Ginevra vieta "i trasferimenti forzati individuali o di massa, così come le deportazioni di persone protette dal territorio occupato, indipendentemente dal loro motivo".